# Irja Browallius
Irja Agnes Browallius (Helsinki, 13 de octubre de 1901 –Lidingö, Estocolmo, 9 de diciembre de 1968) escritora sueca galardonada con el Premio Dobloug en 1962. Su padre era el actor Carl Browallius.